# IC 1682
IC 1682 ist eine Galaxie vom Hubble-Typ S? im Sternbild Fische auf der Ekliptik. Sie ist schätzungsweise 200 Millionen Lichtjahre von der Milchstraße entfernt und hat einen Durchmesser von etwa 45.000 Lichtjahren.  

Im selben Himmelsareal befinden sich u. a. die Galaxien NGC 494, IC 1680, IC 1684, IC 1685.
Das Objekt wurde am 29. November 1899 von Stéphane Javelle entdeckt.